# Skoryj pojezd
Skoryj pojezd (russisk: Скорый поезд) er en sovjetisk spillefilm fra 1988 af Boris Jasjin.

## Medvirkende
- Jelena Majorova som Olga Koreneva
- Zjenja Pivovarov som Anton
- Ljudmila Zajtseva som Vera Vasiljevna
- Lidia Savtjenko som Ksenija
- Galina Stakhanova som Alla